# 도리스 케년

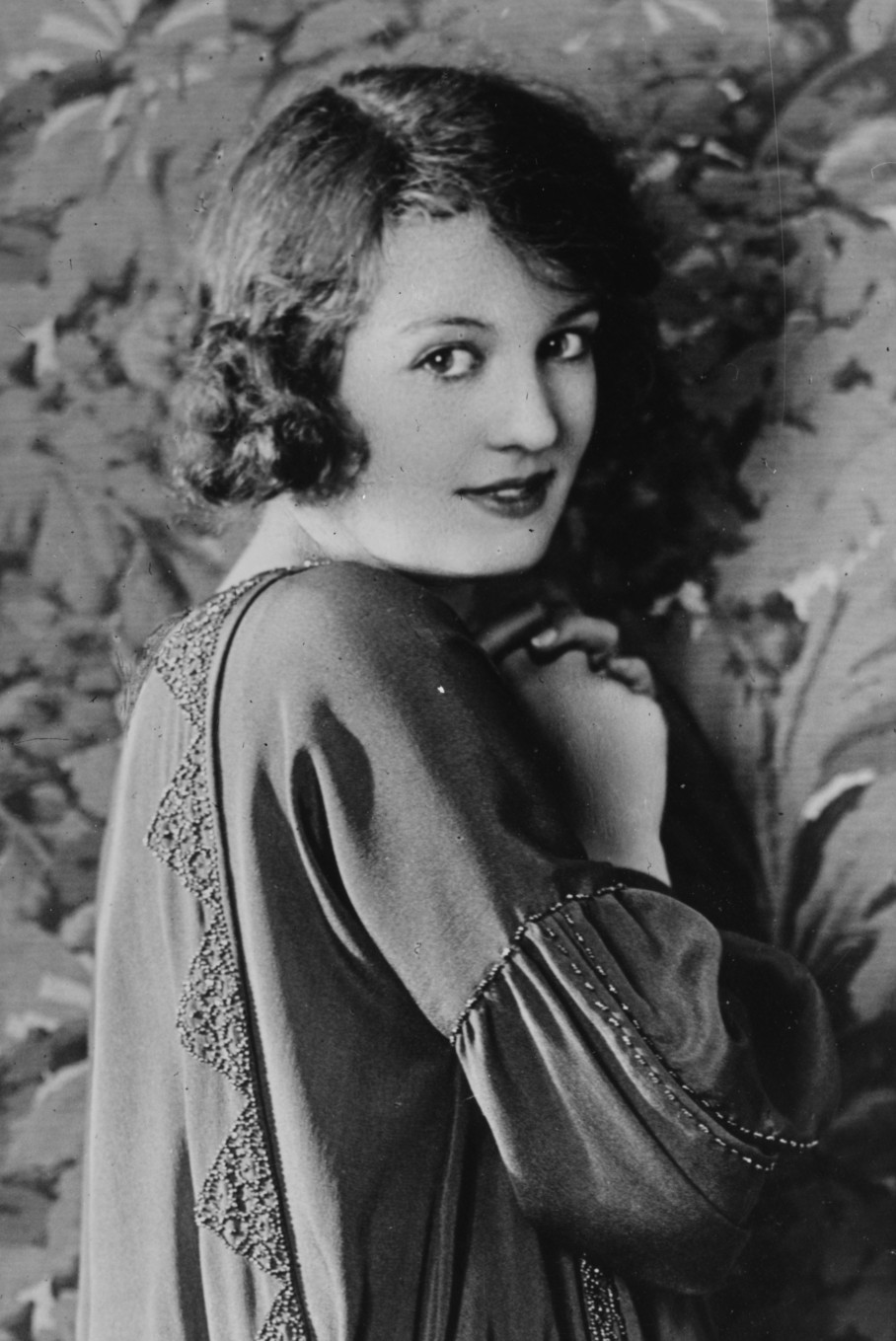

도리스 케년(Doris Kenyon, 1897년 9월 5일 ~ 1979년 9월 1일)는 미국의 배우, 가수, 텔레비전 배우, 영화배우이다.
시러큐스에서 태어났으며 베벌리힐스에서 사망하였다. 사인은 심부전이다. 포리스트 론 메모리얼 파크에 매장되었다.

## 영화
- 철가면 (1939년)
- 카운셀러 엣 로 (1933년)
- Monsieur Beaucaire (1924년)
- 어 걸스 폴리 (1917년)
- 폰 오브 페이트 (1916년)